# Грузин, Трифон Иванович
Три́фон Ива́нович Гру́зин (15 февраля 1912, Субботцы, Александрийский уезд, Херсонская губерния, Россия — 7 сентября 1987, Монастырь Синая, Румыния) — молдавский советский актёр театра и кино, народный артист Молдавской ССР (1962).

## Биография
Трифон Грузин родился 15 февраля 1912 года в селе Субботцы Александрийского уезда Херсонской губернии.
В 1933 году окончил Одесский театральный техникум.
В 1933 году был одним из основателей и актором Первого Государственного Молдавского драматического театра (Тирасполь), (с 1939 года — Молдавский музыкально-драматического театр им А. С. Пушкина, с 1940 — в Кишинёве).
Умер 7 сентября 1987 года.

## Признание и награды
- Звание «Народный артист Молдавской ССР» (1962).
- ОрденаТрудового Красного Знамени (1960) и «Знак Почёта».

## Творчество
Музыкальные способности дали возможность играть роли как в пьесах классического и современного репертуара, так и в музыкальных спектаклях (например, в оперетте "Вольный ветер"). На киностудии "Молдова-фильм" стал сниматься с момента её создания.

#### Фильмография
- 1954 — Андриеш — Барба-Кот
- 1958 — Атаман Кодр
- 1958 — Не на своем месте
- 1959 — «Я Вам пишу…»
- 1962 — Армагеддон — сват
- 1962 — Путешествие в апрель — Ефим
- 1966 — Горькие зёрна — эпизод
- 1967 — Нужен привратник — апостол
- 1969 — Один перед любовью — Иван Леонович, директор школы
- 1973 — Тихоня
- 1973 — Зелёная волна (короткометражный)
- 1973 — Мосты — дед Андрей
- 1974 — Долгота дня
- 1976 — Мужчины седеют рано
- 1977 — Кто — кого
- 1980 — У Чёртова логова — эпизод
- 1982 — Всё могло быть иначе — эпизод
- 1983 — Будь счастлива, Юлия! — эпизод